# Lựu đạn RGD-5
Lựu đạn RGD-5 (Ruchnaya Granata Distantsionnayadịch ra là "Lựu đạn Tầm xa Cầm tay") là một loại lựu đạn phân mảnh của Liên Xô sau Thế chiến thứ hai.
Được thiết kế vào đầu những năm 1950, RGD-5 được đưa vào sử dụng trong Quân đội Liên Xô từ năm 1954.
Hiện RGD-5 vẫn còn đang được sản xuất và sử dụng trong nhiều quân đội ở Trung Đông và khối Xô Viết.

## Mô tả

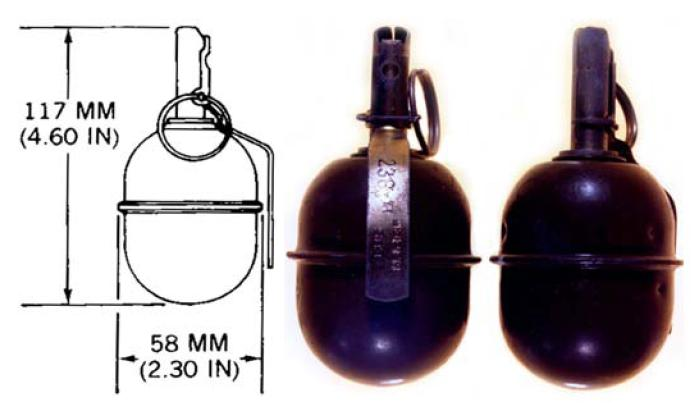
Thông số RGD-5

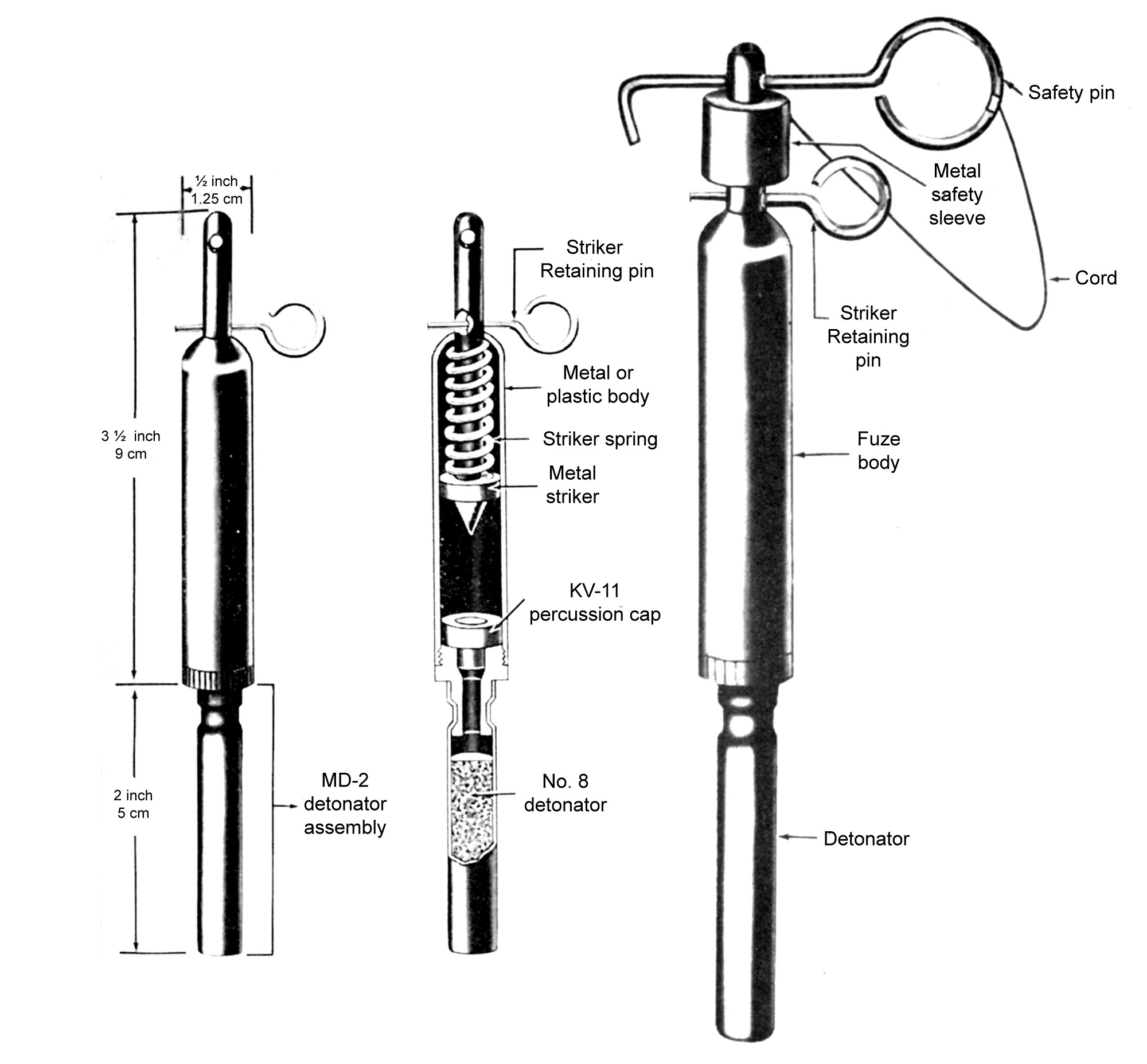
Ngòi nổ kéo MUV, thường được dùng để làm bẫy dây.

Lựu đạn RGD-5 có hình dạng giống quả trứng, bề mặt láng không có các rãnh cắt, ở giữa có vòng gờ là nơi 2 nửa quả lựu dạn ghép lại với nhau. Lựu đạn nặng khoảng 310 gam (11 oz), dài 117 milimét (4,6 in) (đã gồm ngòi nổ), đường kính 58 milimét (2,3 in). Bề mặt có một vài vết lõm nhỏ, thường sơn màu xanh lá, xanh ô liu hoặc đen.
Lựu đạn RGD-5 chứa khoảng 110 gam (3,9 oz) thuốc nổ TNT, bên trong lớp vỏ mỏng được lót lớp phân mảnh được cắt sẵn khoảng 350 mảnh, khi nổ tạo ra một vùng gây chết người khoảng 3 mét (9,8 ft) và bán kính sát thương khoảng 25 mét (82 ft).
Thông thường, RGD-5 sử dụng ngòi nổ UZRG, UZRGM, or UZRGM-2, có thời gian nổ 3.2-4.2 giây. Đây là những ngòi nổ phổ biến thường được dùng cho RG-41, RG-42 và F1. Ngoài ra còn có ngòi nổ DVM-78 hiện đại hơn.  Lựu đạn còn có thể được gắn ngòi nổ kéo MUV dùng để giăng dây bẫy kẻ thù.
RGD-5 có thể được ném xa 35 đến 45 mét (115 đến 148 ft). Dưới tác dụng của lực ném, mỏ vịt của lựu đạn sẽ rơi ra tạo thành âm thanh "rắc", đồng thời kích hoạt thời gian đếm ngược.
Lựu đạn RGD-5 hiện vẫn còn đang được sản xuất ở Nga, cũng như các bản sao của Bulgaria, Trung Quốc (Type 59) và Georgia. Hàng triệu quả RGD-5 và các bản sao của nó đã được sản xuất trong nhiều năm qua. Mặc dù không tiên tiến bằng các loại lựu đạn hiện đại hơn được thiết kế để xuyên giáp theo tiêu chuẩn CRISAT. Nhưng RGD-5 vẫn được xem một vũ khí hiệu quả, đáng tin cậy và rẻ tiền. Một quả lựu đạn RGD-5 có giá chỉ khoảng $5 US, cực kì phải chăng, sẵn sáng cung cấp số lượng lớn cho các nước đang phát triển, hoặc thậm chí các phe nổi dậy, phiến quân.

## Các phiên bản

### Phóng lựu

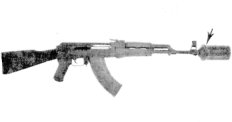
AK-47 với một thiết bị phóng lựu gắn ở đầu nòng.

Súng trường AK-47 được gắn một thiết bị phóng lựu đăc biệt có hình dạng giống một cái lon rỗng dùng để bắn ra lựu đạn, trong đó có thể bắn được cả RGD-5. Thiết bị này được triển khai vặn chặt vào đầu nòng giống như khi triển khai giảm thanh, loa che lửa,...  Để bắn, người lính chỉ cần rút chốt an toàn của lựu đạn và cho vào nòng, phần nòng vừa khít sẽ giữ cho mỏ vịt không bị bật ra bất ngờ. Khẩu AK cũng cần một loại đạn đặc biệt không có đầu đạn để bắn. Người bắn cũng có thể sử dụng thêm chân chống hoặc một loại bán súng đặc biệt để giữ góc bắn và sử dụng như pháo cối.
Tầm bắn của thiết bị này có thể lên tới 150 mét (492 ft).

### URG-N

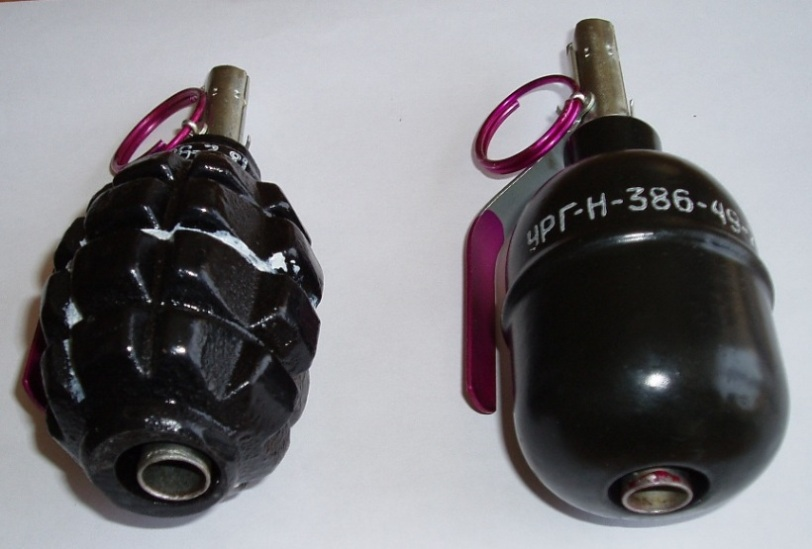
URG-N (right)

URG-N là mẫu huấn luyện có thể tái sử dụng của RGD-5 với ngòi nổ được sửa đổi chỉ chứa một lượng thuốc nổ nhỏ mô phỏng vụ nổ. Thân của quả lựu đạn này được sơn màu đen với các vạch trắng.

### Trung Quốc
- Trung Quốc sự sản xuất cho mình và đặt tên là Type-59.

### Cộng hòa Nhân dân Bulgaria/ Bulgaria
- RGO-78 –  phiên bản của Cộng hòa Nhân dân Bulgaria trong những năm 70 với ngòi nổ DVM-78. Lựu đạn có khối lượng khoảng 450 g (16 oz), mang theo 85 g (3,0 oz) TNT.
- RGN-86 – một phiên bản khác của Cộng hòa Nhân dân Bulgaria dùng ngòi nổ DVM-78. Khối lượng chỉ khoảng 265 g (9,3 oz) và mang theo 57 g (2,0 oz) TNT.

### Cộng hòa Nhân dân Ba Lan/ Ba Lan
- RGO-88 – một phiên bản của Cộng hòa Nhân dân Ba Lan sử dụng thuốc nổ А-IX-1 (95% RDX and 5% Phlegmatized với vai trò phụ gia). Lựu đạn có đương lượng nổ khoảng 60 g (2,1 oz).

### Lithuania
- RPG-92 – một bản sao của Lithuanian do nhà máy sản xuất vũ khí hạng nhẹ "Vytis" sản xuất trong giai đoạn 1992–1996. Không phải là một bản sao chính xác, quả lựu đạn này sử dụng vỏ hình trụ thay vì hình quả trứng.

## Sử dụng

### Hiện tại
- Afghanistan[8][9]
- Armenia[10]
- Bulgaria[11]
- Trung Quốc: Phiên bản nội địa Type 59.[12]
- Gruzia[13]
- Ethiopia[14]
- Iraq[15]
- CHDCND Triều Tiên[16]
- Palestine[17]
- Ba Lan: Sử dụng phiên bản nội địa[18]
- România[19]
- Nga[20]
- Syria[21]
- Ukraina[22]
- Việt Nam[23]

### Trước kia
- Đông Đức

- Panama: Sử dụng bới Lực lượng Phòng vệ Panama.[24]
- Liên Xô[25]

## Sử dụng trong vụ ám sát Tổng thống Hoa Kì

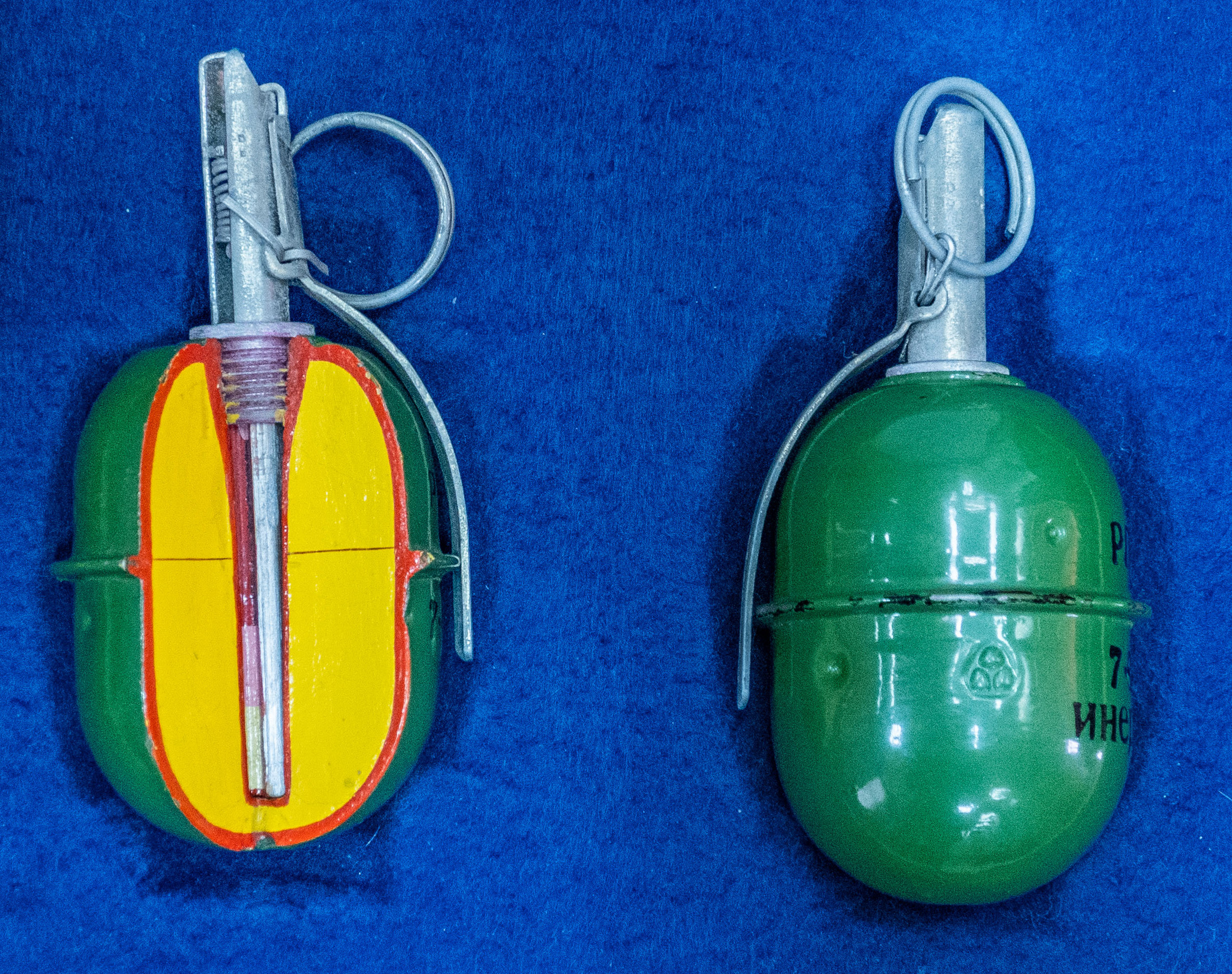
Mẫu lựu đạn mà đối tượng từng sử dụng trong cuộc ám sát, mẫu chụp tại bảo tàng DOSAAF, Minsk

Ngày 10 tháng 5 năm 2005, Vladimir Arutyunian, một người Georgia và là dân tộc Armenia, thực hiện ám sát Tổng thống Hoa Kỳ George W. Bush và Tổng thống Georgia Mikheil Saakashvili phát biểu tại Quảng trường Tự do ở trung tâm Tbilisi bằng một quả lựu đạn RGD-5. Khi ông Busph bắt đầu phát biểu trước đám đông, Arutyunian ném quả lựu đạn bọc trong một chiếc khăn kẻ sọc màu đỏ về phía bục nơi ông Bush đang phát biểu. Quả lựu đạn rơi cách bục phát biểu 18,6 mét (61 ft), gần nơi ông Saakashvili đang ngồi cùng vợ Sandra Roelofs, cùng với Phu nhân Laura Bush và các quan chức khác.
Quả lựu đạn đã không phát nổ. Mặc dù lúc đó mọi người cho rằng đó là quả lựu đạn giả hoặc hòn đá. Nhưng sau này vụ việc mới được đính chính lại là lựu đạn thật. Sau khi Arutyunian rút chốt và ném, quả lựu đạn đã bay trúng một cô gái và làm giảm lực tác động. Chiếc khăn màu đỏ quấn quanh quả lựu đạn đã ngăn không cho mỏ vịt bật ra. Các nhân viên an ninh Gruzia đã nhanh chóng vô hiệu hóa quả lựu đạn ngay sau đó. Arutyunian đã trốn khỏi hiện trường ngay sau đó nhưng bị bắt giữ nhanh chóng.